# David Levi
David Julian Levi (13 november 1994) is een Amerikaans acteur en keyboardspeler. Hij is bekend als keyboardspeler in de serie The Naked Brothers Band. David Levi is een goede vriend van Nat Wolff en Alex Wolff en kent ze vanaf de kleuterschool. Buiten de set is hij een bandlid van de Silver Boulders.

## Filmografie
- The Naked Brothers Band: The Movie(2005)
- The Naked Brothers Band (2007-)
- The Naked Brothers Band: Battle of the Bands (2007)
- The Naked Brothers Band: Sidekicks (2008)
- The Naked Brothers Band: Polar Bears (2008)
- The Naked Brothers Band: Mystery Girl (2008)
- The Naked Brothers Band: Operation Mojo (2008)